# Koninklijke Nederlandsche Grofsmederij

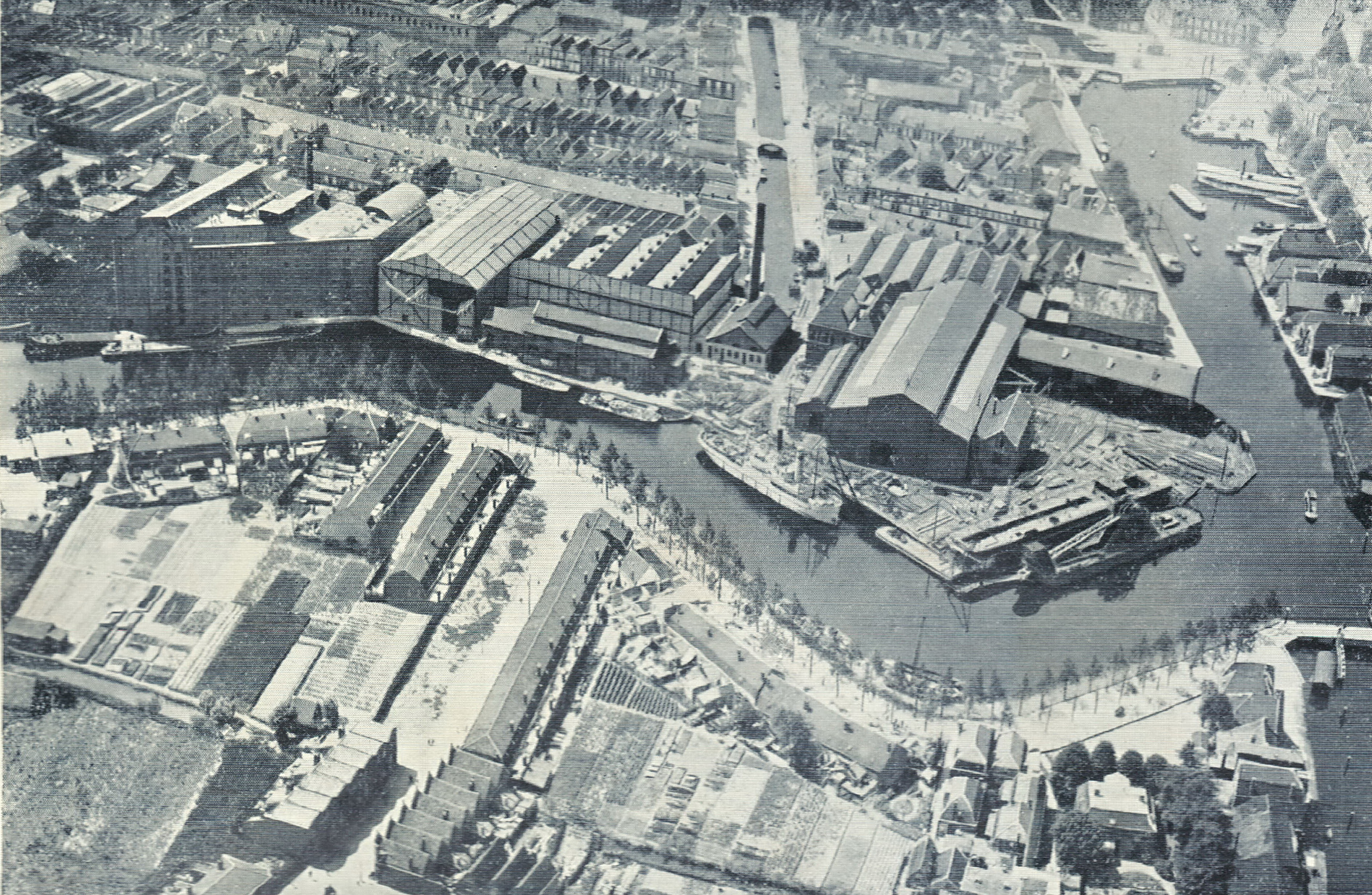
Grofsmederij Leiden aan de Zuidsingel (ca. 1925)

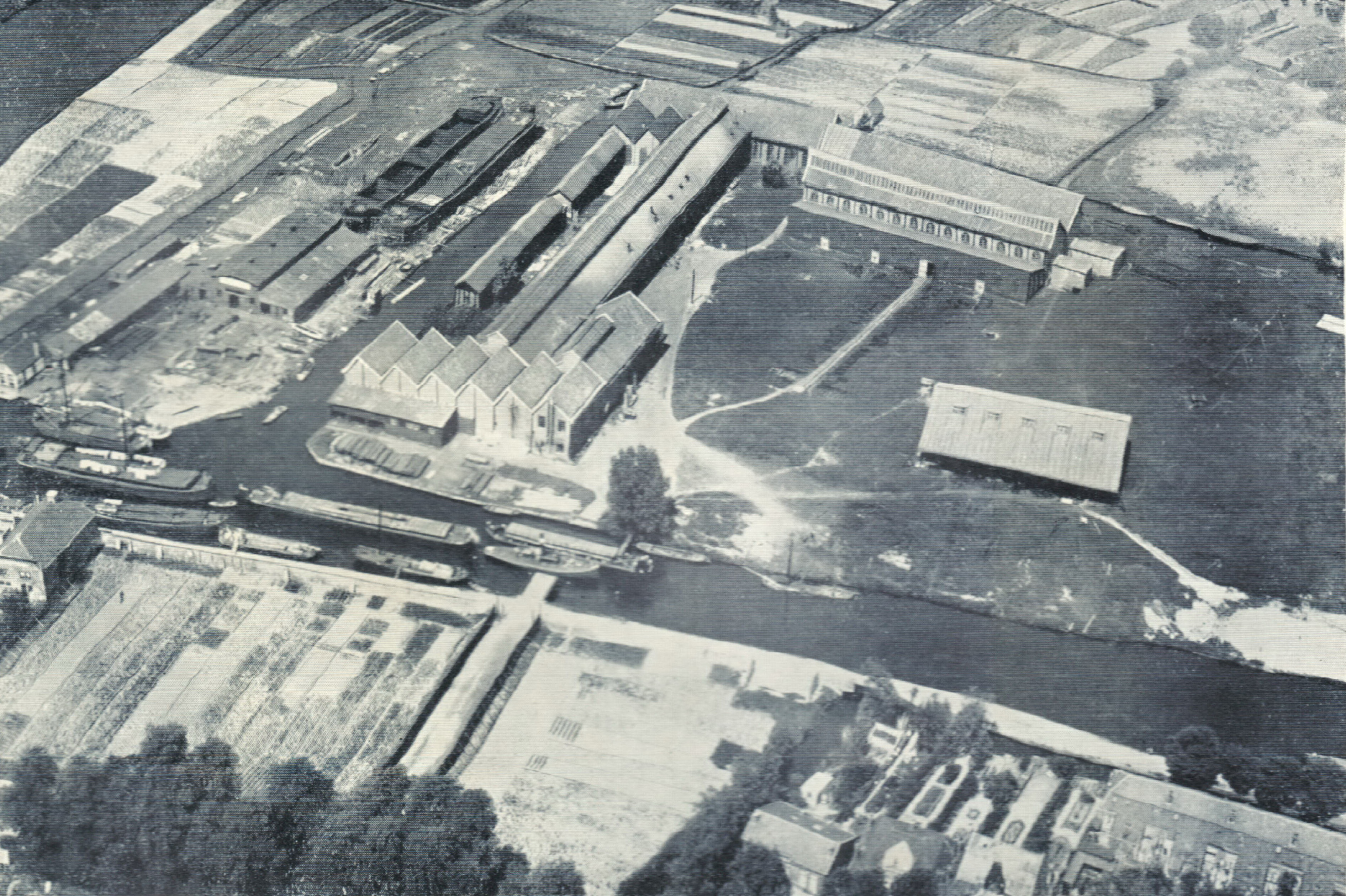
Grofsmederij Leiden, locatie op De Waard (ca. 1925)

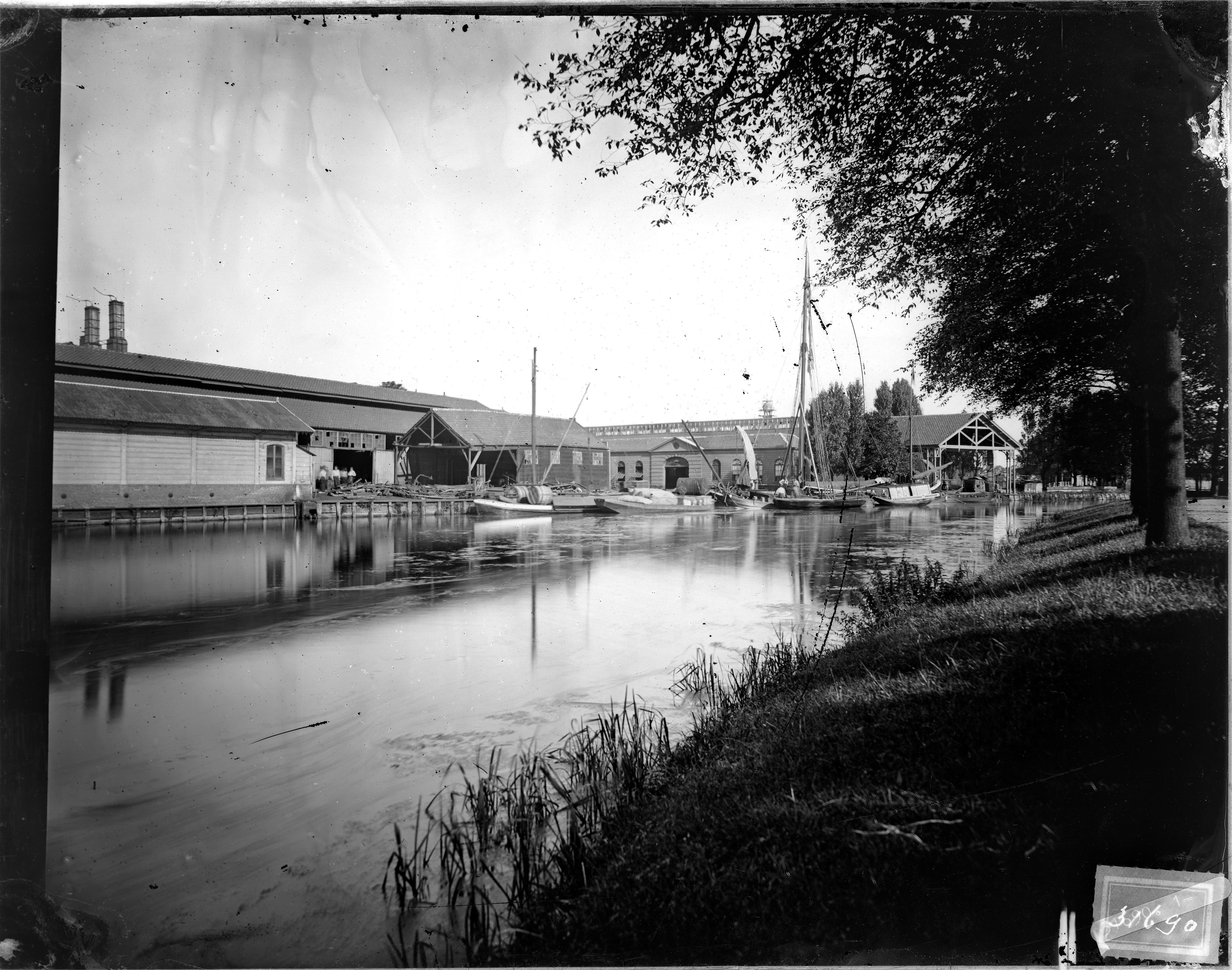
Zuidsingel 66, Koninklijke Nederlandse Grofsmederij vanaf de Zijlsingel naar het noorden gezien. Foto Jan Goedeljee, ca. 1900

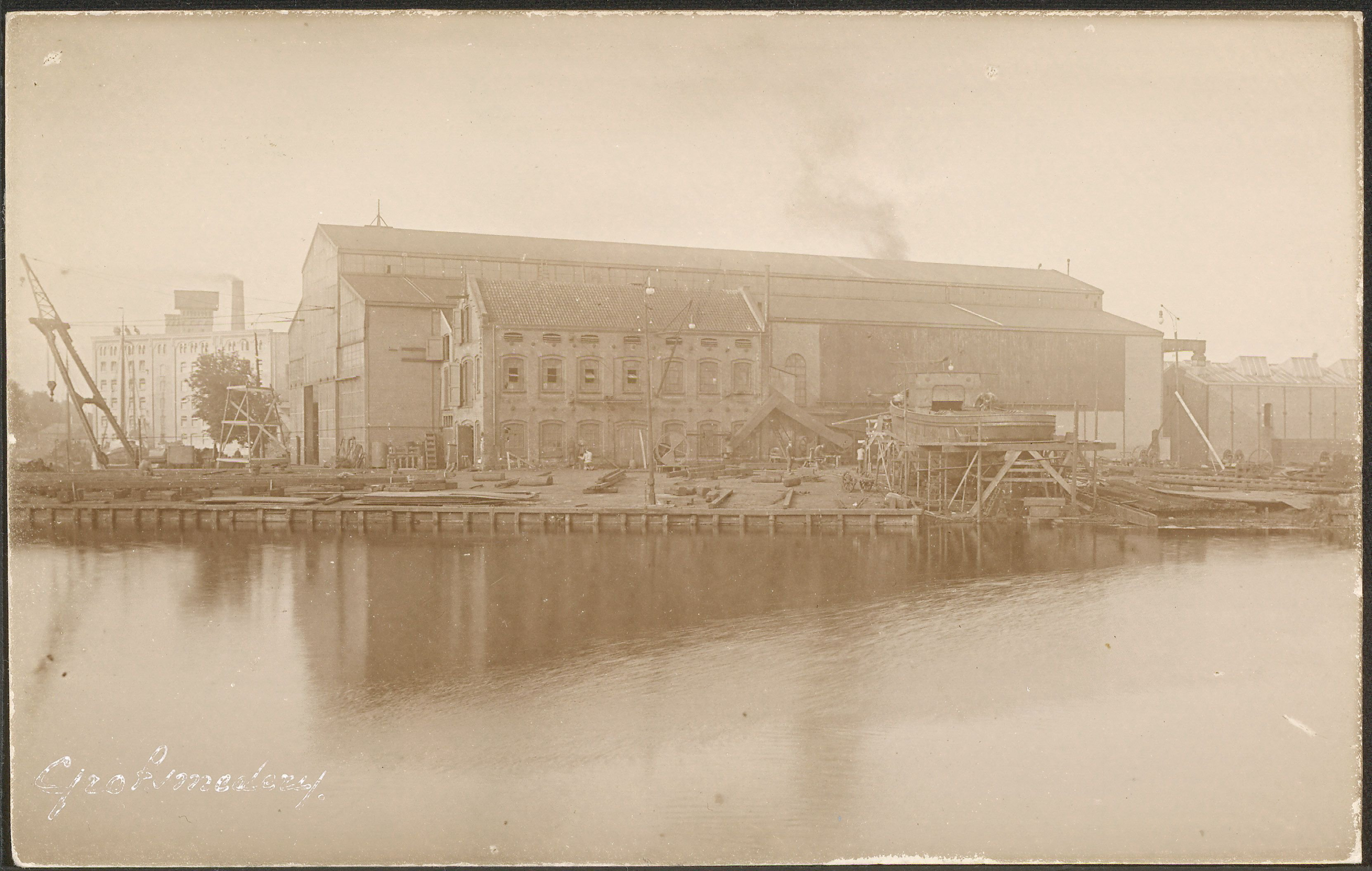
Gezicht op de gebouwen van de Koninklijke Nederlandse Grofsmederij, gezien vanaf de Zijlsingel, links op de achtergrond de Meelfabriek. Thans Ankerpark. 19e-eeuwse prentbriefkaart

De N.V. Koninklijke Nederlandsche Grofsmederij was een metaalbedrijf in de Nederlandse stad Leiden. Het bedrijf omvatte diverse afdelingen: naast een grofsmederij een ijzergieterij, een machinefabriek, een constructiewerkplaats, een kettingfabriek en een scheepswerf. De onderneming heeft bestaan van 1836 tot 1978. Er bestonden twee hoofdvestigingen: de oorspronkelijke, gelegen aan de Zuidsingel nabij de binnenstad, en een in 1898 nieuw gebouwde kettingfabriek annex gieterij in De Waard. In 1913 werd een terrein aan het Buitenspaarne te Haarlemmerliede in gebruik genomen voor de bouw van casco's voor schepen.

## Oprichting
De Grofsmederij is in 1836 opgericht als naamloze Maatschappij, op initiatief en onder leiding van William Archibald Bake. Er waren ruim 80 aandeelhouders, koning Willem I was met twaalf aandelen (à f 1000,--) grootaandeelhouder. Er werd er gestart met onder meer een stoommachine van 47 pk (35 kW), geleverd door Bögel en Dinnendahl. Uit welijzerschrot werden billets vervaardigd, die gewalst werden tot ronde, vierkante en platte staven en hoekijzers. Hiervan werden smeedstukken vervaardigd voor de scheepsbouw, die omstreeks deze tijd slechts houten schepen omvatte. Metalen onderdelen daarvan waren ankers, kettingen, roerkoningen en dergelijke. De hechten bouw en het deugdzaam ankertuig werden door de Marine-autoriteiten ten zeerste geroemd. Ook de spoorstaven, benodigd voor de aanleg van de in 1839 geopende lijn van Amsterdam naar Haarlem, in opdracht van de Hollandsche IJzeren Spoorweg-Maatschappij, werden in dit bedrijf gesmeed. De onderneming omvatte al gauw een eigen ijzergieterij (1838) en onderging rond 1850 een verruiming van het productiepakket. Er werden begonnen met constructiewerkzaamheden en in 1851 kwam een kettingfabriek tot stand. Bake stapte al gauw op en werd in 1839 opgevolgd door boekhouder W. Wolters. Zijn opvolger, David Leonard Wolfson, bleef van 1862-1867, P. van Bleiswijk Ris was vervolgens tot 1886 aan het roer.

## Diversificatie
De walserij was rond 1870 al sterk verouderd en bleek reeds sinds de oprichting zwaar verliesgevend. De opkomst van het Siemens-Martinstaal betekende de nekslag en sluiting van deze afdeling in 1875. Het bedrijf ging door met de vervaardiging van gietwerk zoals putdeksels, krukassen, molenassen en vuurtorens. Later kwamen daar coquilles (vormen voor het gieten van staal) bij, dat uitgroeide tot een naoorlogse specialiteit. Vanaf 1857 maakte men stoomketels naast ander constructiewerk als gashouders en inrichtingen voor gasfabrieken. Ook stoommachines hoorden sinds circa 1860 tot het productieprogramma. Na de bouw van een sleephelling in 1876 (er werkten toen een 150 werklieden) werd de scheepsbouw een steeds belangrijker onderdeel, dat onder C. Bonger, directeur van 1885-1901, verder werd uitgebouwd. Vanaf eind 19de eeuw legde men zich met succes toe op baggerschepen. Een halve eeuw was de scheepsbouw de belangrijkste bedrijfsactiviteit, en kon men alle onderdelen van stoomschepen als stoommachines en -ketels in eigen bedrijf vervaardigen. In 1889 werkten er 270 werklieden, tien jaar later 440, van wie 100 in de scheepsbouw. De oorspronkelijke fabricage van ankers en kettingen bleef ondertussen bestaan, waarvoor in 1897 een nieuwe fabriek volgens Amerikaans systeem Gardner (met machinaal lassen) aan het Gaarland in gebruik kwam. Er kwam tevens een grote uitbreiding onder architectuur van W.C. Muller: directiegebouw, constructiewerkplaats, magazijnen en ijzer- en metaalgieterij. Het maatschappelijk kapitaal onderging ondertussen ook uitbreiding: van f 200.000 bij de oprichting naar f 275.000 in 1881 naar f 500.000 in 1900.

## 20e eeuw
Van 1901 tot 1920 was Ir. B.J.H. Haitink directeur van de fabriek, eerder was hij al aangesteld geweest als hoofdingenieur aldaar. In 1913 kwam een scheepsbouwloods te Haarlemmerliede in gebruik. In 1934 kwam de vervaardiging van een eigen ontwikkeld fabricagesysteem van kettingen in gebruik, de zgn EGO-kettingen, waarvoor internationaal octrooien verwierf. In de hoogtijdagen van het bedrijf werkten er 700 mensen. De Grofsmederij maakte onder meer davits, sluisdeuren, roltrommelvuilniswagens, drijfstangen, hogedrukvaten en inrichtingen voor steenkoolmijnen en hoogovenbedrijven. In 1951 kwam een nieuw fabrieksgebouw in gebruik. Het bedrijf bestond uit een kettingfabriek, een gieterij met een capaciteit van 4 kton per jaar, een smederij, een constructiewerkplaats en een afdeling voor machinale bewerking. Nieuw was een flenzenafdeling, waar in het kader van de spreiding van activiteiten voor de opkomende olie-industrie pijpflenzen werden vervaardigd. Verder was de fabricage van krukassen ter hand genomen, waarvoor men over een smeedpers van 1000 ton beschikte. De bedrijfsactiviteiten werden geconcentreerd op De Waard, waarheen gieterij en constructiewerkplaats werden verplaatst. De naoorlogse uitbreidingen werden mede gefinancierd door kapitaalsuitbreiding, van f 1,5 miljoen in 1945, naar f 2 miljoen in 1947 naar f 3 miljoen in 1950.

## Neergang
In het derde kwart van de 20e eeuw ging het bedrijf vrij snel te gronde, tezamen met veel Nederlandse zware industrie, waaronder de scheepsbouw. In 1966 werd de grofsmederij samengevoegd met de grofsmederijen van scheepswerf Wilton-Fijenoord en de Amsterdamse vestiging van Werkspoor. In het nieuwe combinatiebedrijf, de Verenigde Grofsmederijen N.V. (VGS), nam de Grofsmederij voor 30% deel, de smeedpersafdeling werd gesloten. Vanaf begin jaren zeventig ging het snel bergafwaarts en volgden diverse ontslagrondes. In 1978 werden de sluitingsplannen bekendgemaakt. Een bezetting van het bedrijf door het personeel mocht niet meer baten, faillissement volgde.
De bedrijfsopstallen werden gesloopt en op het schiereiland aan de Zijlsingel werd in 1979 het Ankerpark aangelegd, waarvan de naam nog herinnert aan het product waarmee de Grofsmederij een eeuw voordien de lof van de Marine oogstte.

## Afbeeldingen

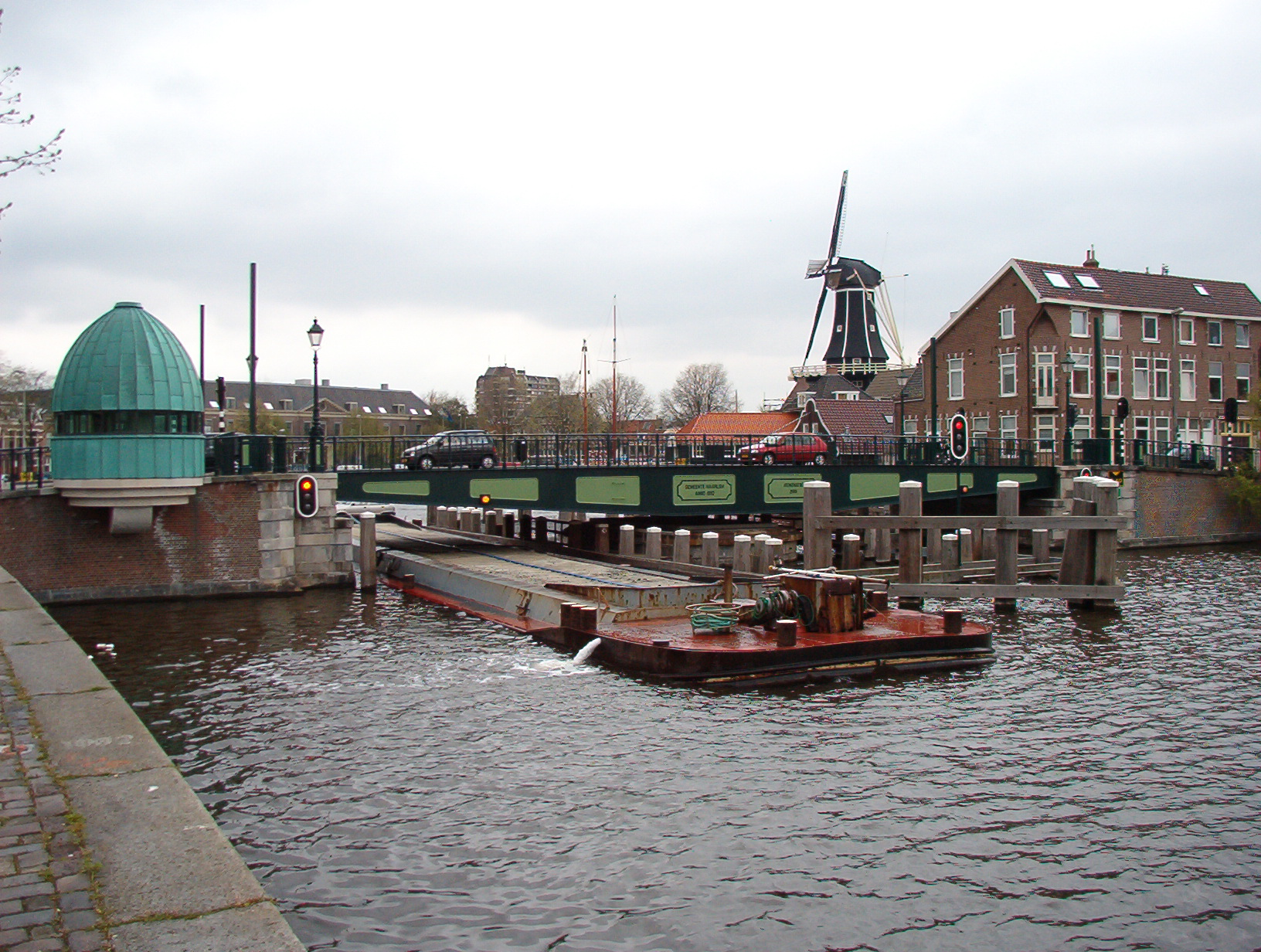
Catharijnebrug te Haarlem, draaibrug over het Spaarne, waarvan de bovenbouw door de Koninklijke Nederlandsche Grofsmederij werd vervaardigd.
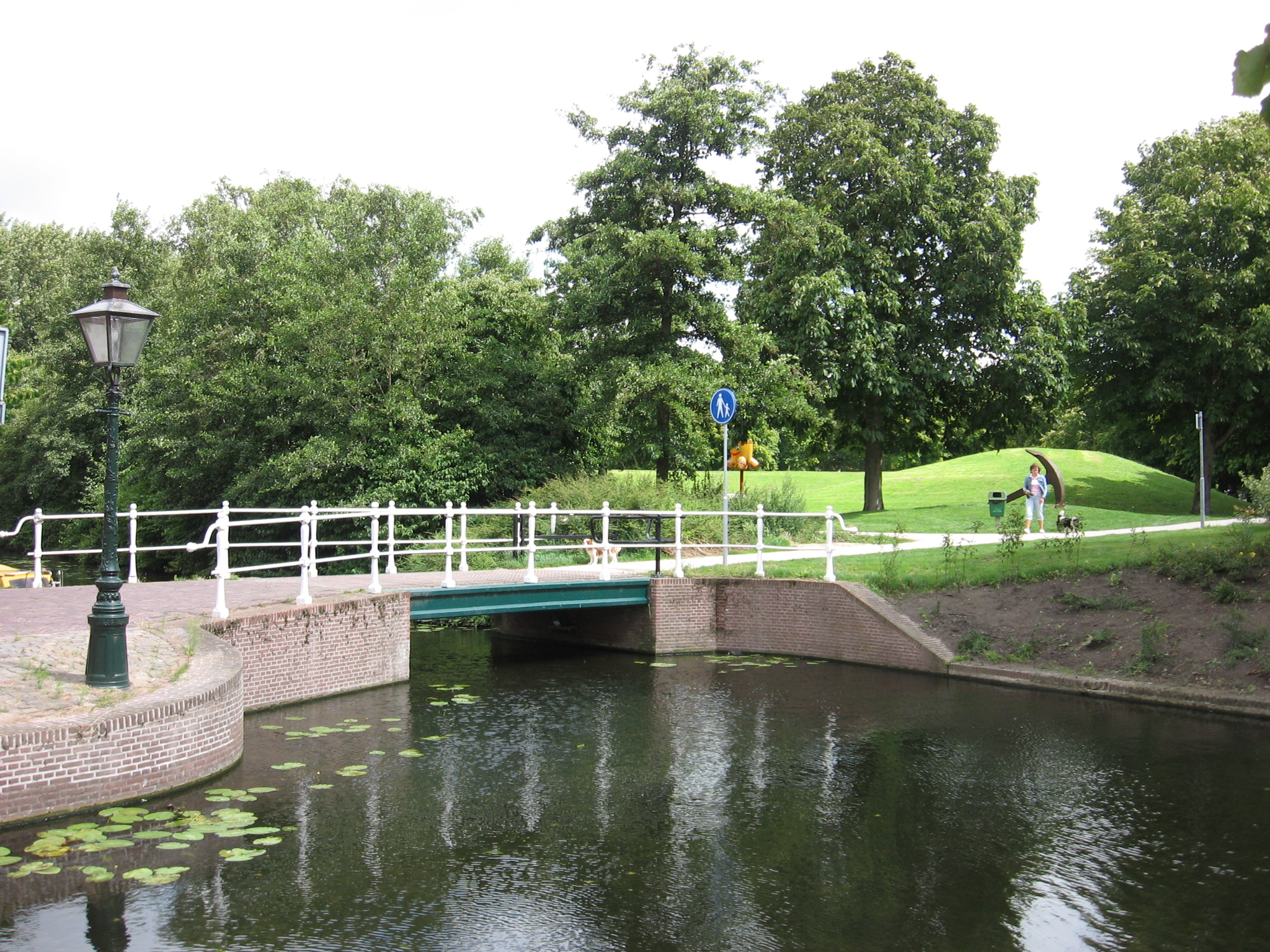
De 'Grofsmederijbrug', toegang tot het eilandje
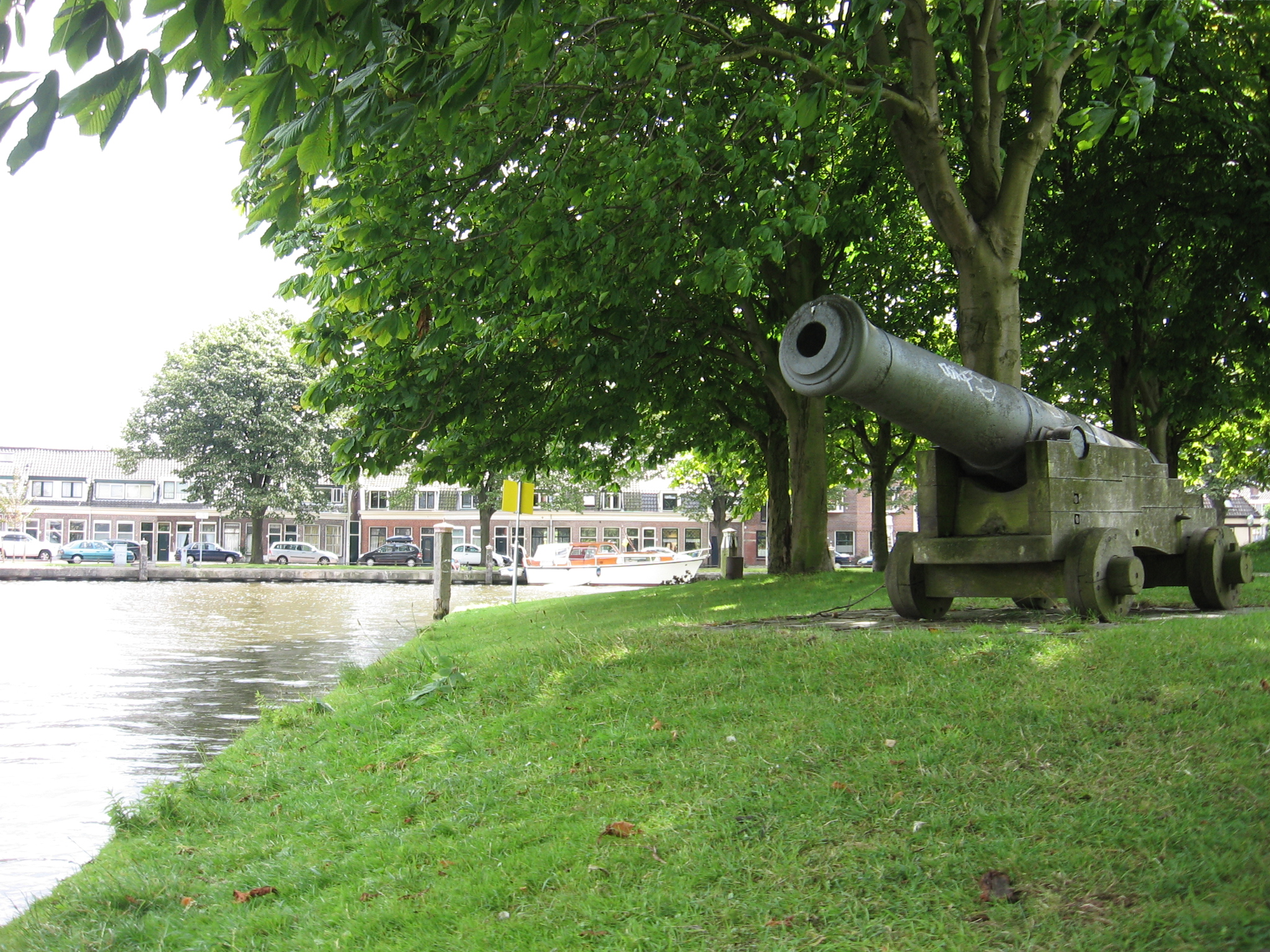
Kanon in het Ankerpark
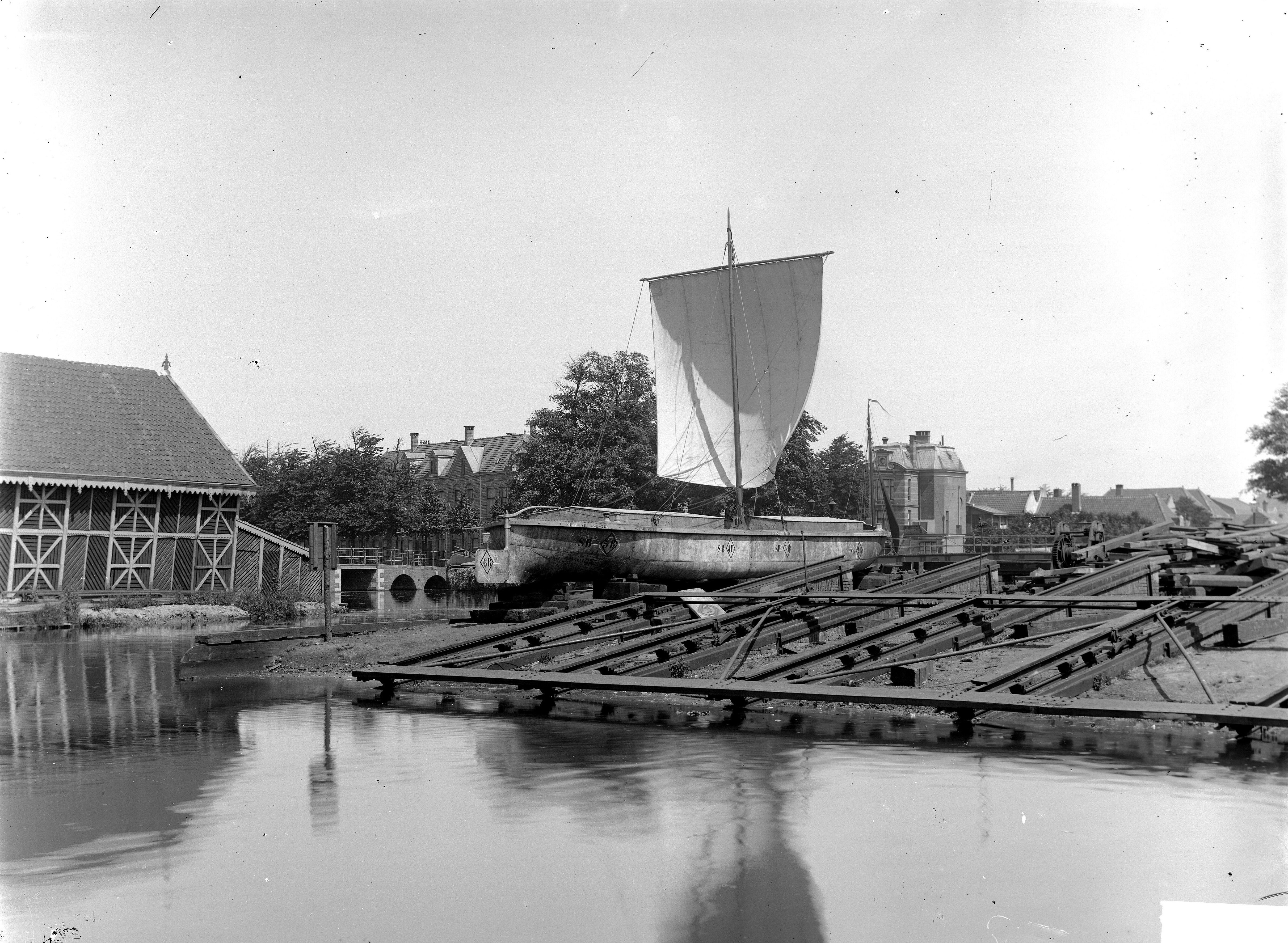
Schip onder zeil op de scheeps/reparatiehelling
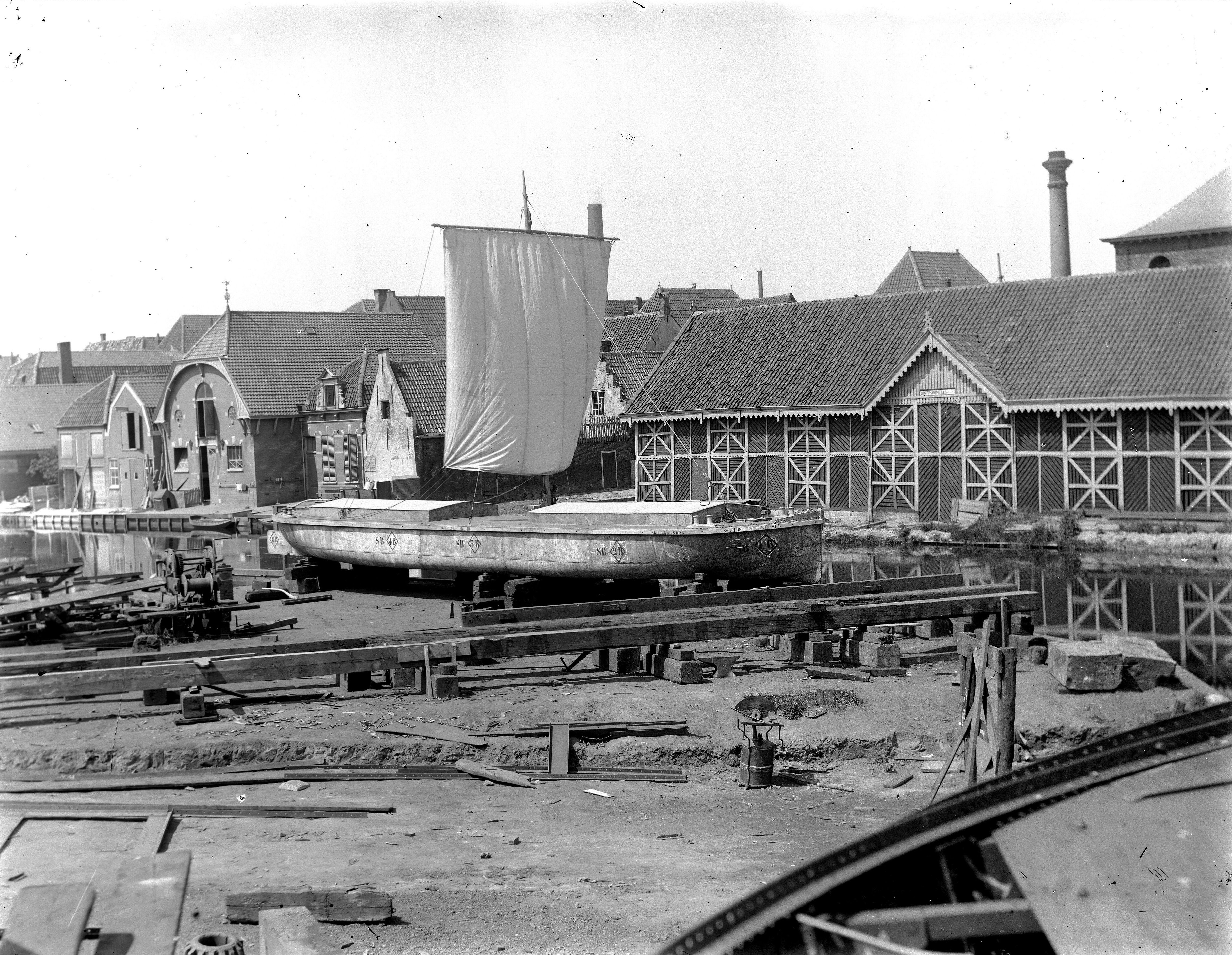
Schip onder zeil op de scheeps/reparatiehelling
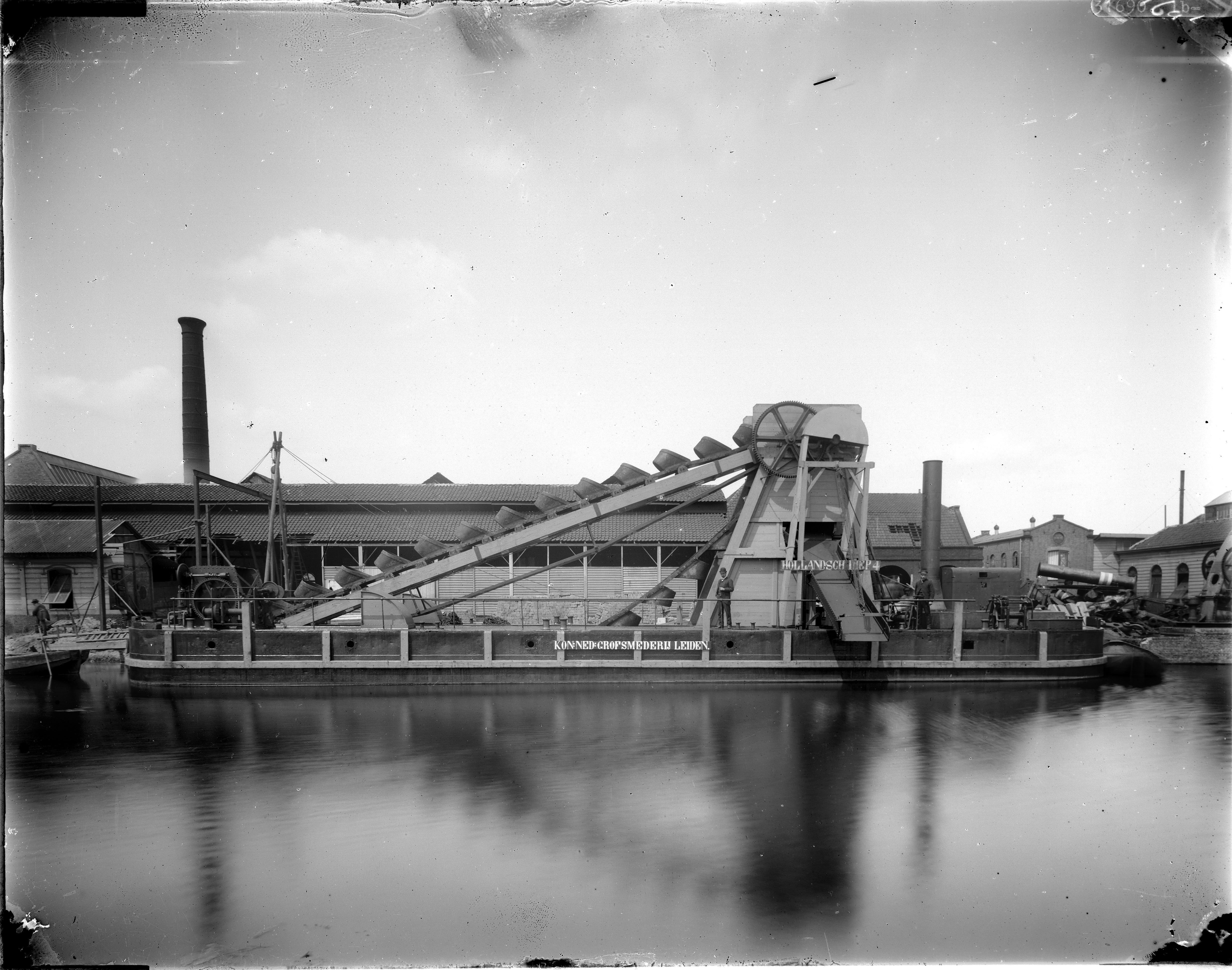
Baggervaartuig Hollands Diep 4 voor de wal van het fabrieksterrein